# Тотал щета
„Тотал щета“ (на английски: Trainwreck) е американски филм от 2015 година, романтична комедия на режисьора Джъд Апатоу по сценарий на Ейми Шумър.
В центъра на сюжета е млада жена, чиито предубеждения към моногамията и дългосрочното обвързване са поставени на изпитание след срещата ѝ с привлекателен мъж. Главните роли се изпълняват от Ейми Шумър, Бил Хейдър, Бри Ларсън.

## Награди и номинации
| Категория                               | Номиниран(и)                         | Резултат                          |
| Златен глобус (10 януари 2016 г.)       | Златен глобус (10 януари 2016 г.)    | Златен глобус (10 януари 2016 г.) |
| --------------------------------------- | ------------------------------------ | --------------------------------- |
| Най-добър филм – мюзикъл или комедия    | Най-добър филм – мюзикъл или комедия | номинация                         |
| Най-добра актриса в мюзикъл или комедия | Ейми Шумър                           | номинация                         |
| Емпайър (20 март 2016 г.)               |                                      |                                   |
| Най-добра комедия                       | Най-добра комедия                    | номинация                         |
| Най-добър сценарий                      | Ейми Шумър                           | номинация                         |